# NGC 6381
NGC 6381 في الفهرس العام الجديد، هي مجرة، تقع في كوكبة التنين. اكتشفت في 7 يوليو 1885 بواسطة لويس سويفت.

## روابط خارجية
- NGC 6381 على موقع ويكي سكاي: DSS2, SDSS, GALEX, IRAS, Hydrogen α, X-Ray, Astrophoto, Sky Map, Articles and images